# Det där nya som skulle vara så bra
Det där nya som skulle vara så bra är en singel av bob hund, släppt 2003. Den nådde som högst 14:e plats på den svenska albumlistan.
Denna singel var det sista bob hund gjorde innan de började med projektet Bergman Rock och lade bob hund tillfälligt på is. På skivan finns bara låten "Det där nya som skulle vara så bra" med refrängen "Stockholm, gör mig inte till ett åskmoln, Stockholm, Good bye!". Den låter lite mer punkaktig än bob hund-låtar brukar.

## Listplaceringar
| Lista (2003) | Topplacering |
| ------------ | ------------ |
| Sverige      | 14           |